# Emmelia callima
Emmelia callima is een vlinder van de familie van de uilen (Noctuidae). De wetenschappelijke naam van deze soort is voor het eerst voorgesteld als Cardiosace callima door George Thomas Bethune-Baker in een publicatie uit 1911.
De soort komt voor in tropisch Afrika waaronder Kameroen, Congo-Kinshasa, Ethiopië, Oeganda, Kenia, Tanzania en Angola.